# Samsonów-Komorniki
Samsonów-Komorniki est une localité polonaise de la gmina de Zagnańsk, située dans le powiat de Kielce en voïvodie de Sainte-Croix.